# Авианосцы типа «Инвинсибл»
Тип «Инвинсибл» (англ. Invincible class) — серия британских авианосцев 1970-х годов. 
Были созданы после отмены строительства авианосцев типа CVA-01 и сворачивания работ по авианосцам и изначально проектировались как крейсера-вертолётоносцы. После ряда изменений, в том числе вносившихся уже в ходе строительства кораблей, проект был превращён в лёгкий авианосец, несущий самолёты (укороченного или вертикального взлёта и посадки) и вертолёты. 
В 1973—1975 гг. были построены три корабля этого типа. 
Основной их задачей первоначально должно было стать обеспечение противолодочной обороны.

## Боевое применение
«Инвинсибл» принял участие в Фолклендской войне (1982), активно используясь в боевых действиях. 
В конце 1980-х — начале 1990-х годов все корабли прошли модернизацию, заключавшуюся в снятии ЗРК «Си Дарт» и расширении ангара. 
С 2000-х годов авианосцы типа «Инвинсибл» были запланированы к замене более современным типом «Куин Элизабет». 
В связи с этим в 2003 году «Инвинсибл» был выведен в резерв и в 2005 г. списан. 
В 2010 г. был объявлен аукцион, который выиграла турецкая компания, занимающаяся утилизацией кораблей. 
«Арк Роял» был списан 11 марта 2011 года, а затем, 28 марта, выставлен на аукцион, по результатам которого в мае 2013 г. отправлен на утилизацию в Турцию. 
Последний корабль этого класса, «Илластриес», был выведен из состава флота в августе 2014 года.

## Состав серии
| Название     | Номер | Верфь                        | Заложен    | Спущен     | В строю    | Списан     | Примечание                 |
| ------------ | ----- | ---------------------------- | ---------- | ---------- | ---------- | ---------- | -------------------------- |
| «Инвинсибл»  | R05   | «Виккерс», Barrow-in Furness | 17.04.1973 | 03.05.1977 | 11.07.1980 | 03.08.2005 | Отправлен на слом в Турцию |
| «Илластриес» | R06   | Swan Hunter, Уоллсенд        | 14.05.1976 | 01.12.1978 | 20.06.1982 | 28.08.2014 | Отправлен на слом в Турцию |
| «Арк Ройял»  | R07   | Swan Hunter, Уоллсенд        | 14.12.1978 | 02.06.1981 | 01.11.1985 | 11.03.2011 | Отправлен на слом в Турцию |